# Алессандро Рінальді
Алессандро Рінальді (італ. Alessandro Rinaldi, нар. 23 листопада 1974, Рим) — італійський футболіст, що грав на позиції захисника. Відомий за виступами в низці італійських клубів. Чемпіон Італії. Володар Кубка Інтертото.

## Ігрова кар'єра
Алессандро Рінальді народився 1974 року в Римі, та є вихованцем футбольної школи клубу «Лаціо». У 1993 році Рінальді розпочав грати за нижчолігову команду «Нола», в якій грав до 1994 року. З 1994 до 1995 року футболіст грав у складі команди «Верона», а з 1995 до 1998 року виступав у складі клубу «Равенна». У 1998 році захисник перейшов до складу клубу «Болонья», в якому грав до 1999 року, та став у його складі володарем Кубка Інтертото.
У 1999 році Алессандро Рінальді став гравцем клубу «Рома», в якому грав до 2001 року. У складі римського клубу в сезоні 2000—2001 років футболіст здобув титул чемпіона Італії.
У 2001 році Рінальді перейшов до клубу «Аталанта», проте гравцем основного складу в бергамському клубі не став, і на початку 2002 року футболіста віддали в оренду спочатку до клубу «К'єво», а в другій половині року до «П'яченци». У 2003 році Рінальді став гравцем клубу «Трієстина», проте за неї так і не зіграв, і в цьому ж році завершив виступи на футбольних полях.

## Титули і досягнення
- Чемпіон Італії (1):

«Рома»: 2000–2001
- Володар Кубка Інтертото (1):

«Болонья»: 1998